# 34 Pułk Fizylierów (Cesarstwo Niemieckie)
34 Pułk Fizylierów (Strzelców) im. Królowej Szwecji Wiktorii (1 Pomorski) (niem. Füsilier-Regiment „Königin Viktoria von Schweden“ (Pommersches) Nr. 34)  – pułk piechoty niemieckiej okresu Cesarstwa Niemieckiego.
Pułk został sformowany 12 października 1720. Stacjonował w Szczecinie . Wchodził w skład III Korpusu Armijnego . Wiosną 1914 był w strukturze 3 Dywizji Piechoty.
W wyniku mobilizacji, w sierpniu 1914 pułk osiągnął gotowość bojową i w składzie 6 Brygady Piechoty 3 Dywizji został wysłany na front zachodni.

## Bibliografia

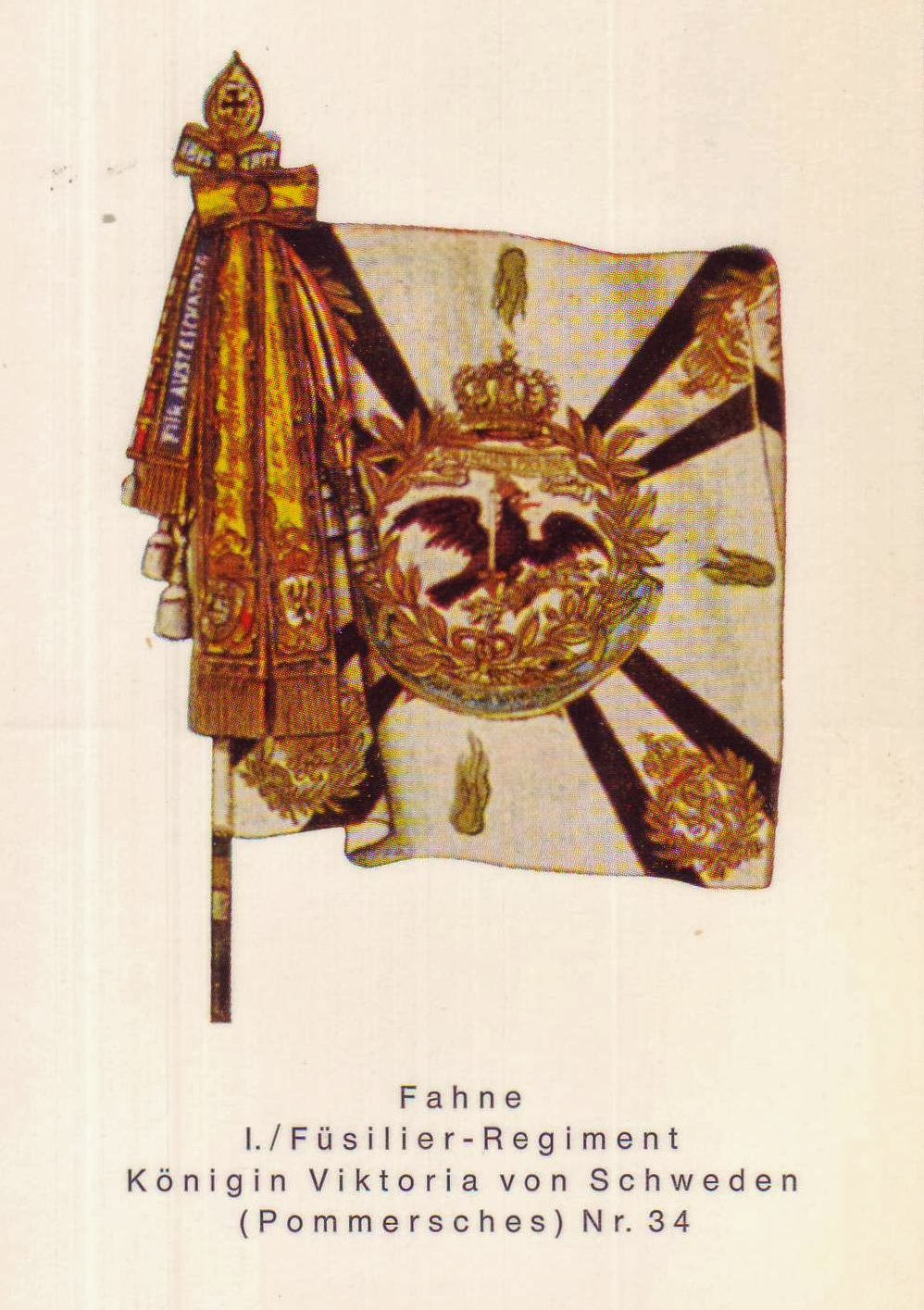
Sztandar pułku